# Three Little Fishies
Three Little Fishies (anche riportato con la grafia Three Little Fishes) è una novelty composta da Saxie Dowell e con testo di Josephine Carringer e Bernice Idins. Venne pubblicata per la prima volta da Hal Kemp and His Orchestra nel 1939. Three Little Fishies narra la vicenda di tre pesci che, anziché nuotare nel prato dentro la diga in cui vivono come vuole la madre, disubbidiscono e si allontanano per esplorare il mare. Dopo aver incontrato uno squalo, i tre pesci fuggono e ritornano nel prato per salvarsi la vita.

## Cover
Vennero pubblicate molte versioni di Three Little Fishies. Sempre nel 1939, Kay Kyser and His Band licenziarono una loro versione della traccia che raggiunse la prima posizione della classifica statunitense. Dieci anni dopo la traccia venne ripubblicata dal comico britannico Frankie Howerd. Tra gli artisti che reincisero il brano vi sono Spike Jones and His City Slickers (1953) e Buzz Clifford (1961), la cui reinterpretazione si inserì alla posizione numero 102 della classifica pop statunitense.